# جون هاملين
جون هاملين هو سياسي أمريكي، ولد في 25 أكتوبر 1800، وتوفي في 29 مارس 1876. انتخب عضو مجلس نواب إلينوي ‏.